# 明朝太子三师
明朝太子三师，即明朝的太子太師、太子太傅、太子太保三职的合称，從一品。最初负责以道德輔導皇太子，且謹身護翼，為東宮輔臣。后為虛銜。

## 概述
明朝太子三师為無定員，無專授。洪武元年，因為明太祖朱元璋經常因事親征，考慮皇太子監國時，再設官僚制度，會生嫌隙，於是命朝廷命臣兼顧東宮職務，但未授任何太子三師職位。后命東宮師傅止為兼官、加官及贈官。從此以後直至明末，太子三師全部為虛銜，與輔導太子的職責無關。比如洪武十九年，李景隆兼太子太傅。二十四年，傅友德兼太子太师。二十五年，冯胜兼太子太师，蓝玉兼太子太傅，常升、孙恪兼太子太保，都不掌管東宮職位，只有虛名。